# Falsomesosella nilghirica
Falsomesosella nilghirica es una especie de escarabajo longicornio del género Falsomesosella, tribu Mesosini, subfamilia Lamiinae. Fue descrita científicamente por Breuning en 1936.

## Descripción
Mide 8-8,5 milímetros de longitud.

## Distribución
Se distribuye por India.